# Beleg van Woerden
Het Beleg van Woerden was een belegering van de stad Woerden in de Nederlandse provincie Utrecht (maar toentertijd nog onderdeel van Holland) vanaf 8 september 1575 tot 10 september 1576 tijdens de Tachtigjarige Oorlog. Na een beleg van ruim een jaar brak het Leger van Vlaanderen het beleg weer op omdat het tegen de Spaanse muiterij in Vlaanderen moest optreden.

## Achtergrond
Nadat Gilles van Berlaymont Holland was binnengetrokken had hij Oudewater ingenomen. Uit vrees voor een bloedbad, zoals in Oudewater, was Schoonhoven met hem onderhandelingen aangegaan, die resulteerden in het overgaan van de stad in Berlaymonts handen. Intussen werden in Woerden voorzorgsmaatregelen genomen voor een langdurig beleg. Berlaymont zond zijn broer, de graaf van Megen, naar de stad. Deze kon echter op 8 september 1575 Woerden niet naderen, omdat door het openen van de sluizen, het omliggende land grotendeels onder water stond. Hij besloot hierop om zeven schansen rondom Woerden aan te leggen. Hij wilde de stadstoevoer afsnijden, en de bezetting uithongeren om een overgave af te dwingen. Op 12 september stuurden de belegerden een brief aan de Prins, waarin zij meldden weerstand aan het beleg te bieden. Waarop de Staten antwoordden dat ze verheugd waren op Woerdens standvastigheid, en dat zij alles in het werk zouden stellen om een ontzet te kunnen bieden. Binnen Woerden werd een belegeringsmunt geslagen. Voor de Goudse Poort had men een schans opgeworpen verbonden met de stadsgracht. Vanaf deze schans voerden zij met platbodems naar Gouda om de stad te bevoorraden. Rondom de stad hadden zij nog vijf sterke bastions ter verdediging.

## Beleg
Een groot deel van het succes van Woerdens verdediging hing af van de voorraden die vanuit Gouda naar Woerden werden gebracht door jonkheer Adriaan van Swieten, met wie ze via postduiven contact hadden. De soldaten uit Woerden kenden de omgeving als hun broekzak, en zo wisten zij in maart 1576 zelfs enkele Spaanse schepen te overmeesteren en de bemanning gevangen te nemen. Toen de voorraden afnamen, werd er last gegeven door de Prins en de Staten de stad daarvan te voorzien. Bij de invoer daarvan werden zij door de Spanjaarden aangevallen, maar de doden die daarbij vielen waren één op drie in het voordeel van Woerden. In de maand mei was een tweede lastgeving van de Prins uitgelekt naar de bezetters, waarbij veel van de tachtig Woerdense soldaten die hiermee belast waren sneuvelden, gewond raakten, en gevangengenomen werden. Binnen de stad was echter eensgezindheid en niemand die eraan dacht om op te geven. Doordat er voldoende proviand was was het moreel hoog en zag men er de hand van God in dat zij stand wisten te houden tegen een overmacht. Ook de ongewone hoge waterstand droeg bij aan die gedachte, het water was dermate visrijk, dat ze de snoeken met de hand uit het water konden scheppen; dit werd later gezien als het Wonder van Woerden. Intussen zag het ernaar uit dat de Spanjaarden zich gereed maken voor een bestorming, en zwaar geschut werd in stelling gebracht.

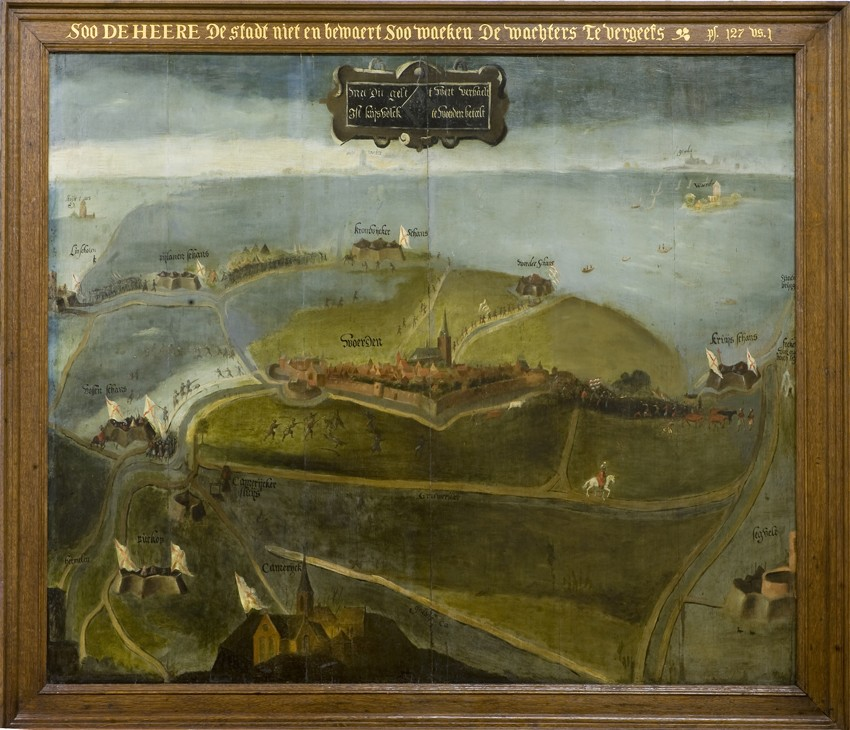
Schilderij van het beleg van Woerden, uit de collectie van het stadsmuseum Woerden. Gezien vanuit het noorden wordt zichtbaar dat de stad is omgeven door water. Rondom de stad verschillende stellingen van de Spanjaarden met de witte vlag met rood kruis. Binnen de muren is de toren van de Petruskerk te zien.

In de stad ging het gerucht dat er Spanjaarden van het Kasteel Vredenburg naar Woerden zouden komen voor de beschietingen. Op 20 juni was deze ontmoeting een feit, waarop de Spanjaarden probeerden de schans aan de noordzijde van de stad in te nemen, waarachter men in Woerden een kudde koeien hield. De Spanjaarden wisten zes koeien buit te maken, daarbij werd zo fel gevochten dat aan Woerdense kant 3 doden vielen, en meer dan 150 aan Spaanse kant. De Spanjaarden begonnen dan weer met dreigen. Woerden zou hetzelfde lot ondergaan als Oudewater, dan weer met zachte woorden, als Woerden weer zou terugkeren naar het katholieke geloof, dat was alles vergeven en vergeten, wat de belegeraars betrof. Intussen waren de Spaanse legers flink versterkt. Ze bestonden uit Walen, Duitsers en Spanjaarden en waren totaal zo'n 14.000 man sterk.

## Afloop
De Staten drongen op 11 en 12 juli 1576 aan op ontzet. Er werd daar tot in augustus over gedebatteerd en uiteindelijk viel op 13 augustus een besluit om de IJsseldijk door te steken. Ook werd een onderschepte brief van Francisco Verdugo naar Woerden gezonden, om de bewoners een hart onder de riem te steken. De inhoud beschreef de grote veranderingen welke gaande waren in de streken van Brabant en Vlaanderen. De plotselinge dood van Luis de Zúñiga y Requesens deed de hoop rijzen dat de oorlog misschien een andere wending zou nemen. Intussen was na het Beleg van Zierikzee (1575-1576) deze stad in Spaanse handen gevallen en was er muiterij uitgebroken. Een groot deel van het Spaanse leger voor Woerden werd naar het zuiden verplaatst om daar op te treden tegen de muitende Spaanse soldaten.
Op 23 augustus 1576 toen het beleg precies 50 weken duurde, zagen de belegerden een boodschapper met een bootje naar de Kromwijkerschans varen, en vandaar weer naar de andere schansen. Op vrijdag 24 augustus zagen de belegerden dat de graaf van Megen met de legers opbrak en de schansen in brand stak. Alleen de Kamerikerschans werd nog tot 10 september bezet gehouden. Nadat ook deze verlaten werd namen de Woerdenaren dezelfde dag nog de Kruisschans in, die voor hen het gevaarlijkst was geweest. De jongeren bestormden daarop de overige schansen, en alles wat ze vonden wat door de Spanjaarden was achtergelaten werd in een triomf binnen de stad gebracht. Drie vaten werden in het koor van de kerk geplaatst, waar zij stonden totdat deze afbrandde op 11 oktober 1672.